# Bruno Neumann
Bruno Neumann (26 avril 1883, mort le 31 décembre 1943 à Berlin) est un cavalier allemand de concours complet.
Aux Jeux olympiques d'été de 1928, Neumann et son cheval Ilja remportent la médaille de bronze de l'épreuve individuelle. L'équipe allemande est éliminée de l'épreuve par équipes, car seuls deux cavaliers allemands ont terminé l'épreuve individuelle.
Par ailleurs, Bruno Neumann est officier.